# Nikola Prkačin
Nikola Prkačin (* 15. November 1975 in Dubrovnik, Jugoslawien) ist ein ehemaliger kroatischer Basketballspieler, der bei einer Körpergröße von 2,08 m auf der Position des Power Forward spielte.
Seine Karriere begann Prkačin bei Pomorac Dubrovnik, wo er bis 1993 spielte. Nach einer Station bei KK Split wechselte Prkačin 1998 zu Cibona Zagreb, wo er in den folgenden Jahren seine ersten Profititel gewinnen konnte. 1999 wechselte der Spieler erstmals ins Ausland und zum türkischen Traditionsverein Beşiktaş Istanbul, blieb dort jedoch nur für wenige Wochen und kehrte noch zu Saisonbeginn wieder zu Cibona Zagreb zurück. Nach weiteren Titeln in seiner Heimat wechselte Prkačin als frischgebackener Double-Gewinner 2003 zum türkischen Meister Efes Pilsen, wo er bis 2007 unter Vertrag stand und vier Titel gewinnen konnte. Nach einem halbjährigen Aufenthalt in Russland bei Dynamo Moskau wurde Prkačin im Januar 2008 vom amtierenden EuroLeague-Sieger Panathinaikos Athen verpflichtet, nachdem dort der Serbe Dejan Tomašević verletzungsbedingt ausgefallen war, und gewann dort das nationale Double.
Als Mitglied der kroatischen Nationalmannschaft nahm Prkačin zwischen 1997 und 2007 an fünf Europameisterschaften teil. Zudem nahm er 2008 mit Kroatien an den Olympischen Spielen in Peking teil.

## Erfolge
- Kroatischer Meister: 1999, 2000, 2001, 2002, 2009
- Türkischer Meister: 2004, 2005
- Griechischer Meister: 2008
- Kroatischer Pokalsieger: 1994, 1997, 1999, 2001, 2002, 2009
- Türkischer Pokalsieger: 2006, 2007
- Griechischer Pokalsieger: 2008

## Auszeichnungen
- MVP der Kroatischen Liga: 2002
- Teilnahme am kroatischen All-Star Game: 2000, 2001
- Teilnahme am türkischen All-Star Game: 2006
- Teilnahme an Europameisterschaften: 1997, 1999, 2001, 2003, 2005